# China Chuneng Tower
Der an der Keyuan South Road entstehende China Chuneng Tower soll mit 333 Metern einer der höchsten Wolkenkratzer in Shenzhen (chinesisch 深圳市, Pinyin Shēnzhèn Shì) werden. Baubeginn war 2013, die Fertigstellung erfolgte 2016.